# Ángel Vicioso
Ángel Vicioso Arcos (* 13. April 1977 in Calatayud) ist ein ehemaliger spanischer Radrennfahrer.

## Karriere
Vicioso begann seine internationale Karriere 1999 beim Team Kelme. Bis 2010 fuhr er für verschiedene spanische und portugiesische professionelle Radsportteams. Er gewann verschiedenste Eintagesrennen und Etappen hauptsächlich auf der Iberischen Halbinsel, vornehmlich mit geringen Vorsprung oder im Sprint kleiner Gruppen. Zu seinen bedeutendsten Erfolgen zählen die Siege beim Gran Premio Miguel Induráin sowie Tagesabschnitte der Baskenland-Rundfahrt und der Katalonien-Rundfahrt. 
Zur Saison 2011 wechselte Vicioso zum italienischen Team Androni Giocattoli-C.I.P.I. Beim Giro d’Italia 2011 erzielte er den größten Erfolg seiner Karriere, als er die dritte Etappe im Sprint einer kleinen Gruppe gewann. Zur Saison 2012 erhielt er einen Vertrag beim UCI WorldTeam Katusha. 
Da er in den Jahren 2003 bis 2006 für Mannschaften des in den Dopingskandal Fuentes verwickelten Teammanagers Manolo Saiz fuhr, wurde er als Zeuge im Strafprozess gegen Eufemiano Fuentes geladen. Nachdem er im Februar 2013 dem Strafprozess fernblieb, wurde er durch sein Team Katusha vorübergehend suspendiert, bis er eine Aussage tätigte. Im Mai 2014 stand er kurz vor dem Karriereende, nachdem er auf der sechsten Etappe des Giro d’Italia schwer stürzte und sich einen dreifachen Bruch des Oberschenkels zuzog. 2015 kehrte er in das Peloton zurück und gewann zum dritten Mal den Gran Premio Miguel Induráin, zugleich der letzte Sieg seiner Karriere.
Nach der Saison 2016 beendete Vicioso im Alter von 39 Jahren seine Karriere als Radrennfahrer.

## Erfolge
| 2000 - eine Etappe Vuelta a la Rioja 2001 - Gran Premio Miguel Induráin - eine Etappe Volta ao Alentejo - Clásica de Sabiñánigo 2002 - Clásica Primavera - Gran Premio Miguel Induráin 2003 - eine Etappe Vuelta al País Vasco - eine Etappe Volta Ciclista a Catalunya 2004 - zwei Etappen Euskal Bizikleta 2005 - zwei Etappen Euskal Bizikleta 2006 - eine Etappe Tour de Suisse 2007 - eine Etappe Vuelta al País Vasco - eine Etappe Vuelta a Asturias - eine Etappe Vuelta a Madrid | 2008 - Gesamtwertung und zwei Etappen Vuelta a Asturias - eine Etappe Vuelta a Madrid 2009 - eine Etappe Vuelta a Asturias 2010 - Gran Premio de Llodio - Vuelta a la Rioja - eine Etappe Vuelta a Asturias 2011 - Mannschaftszeitfahren Settimana Internazionale - Gran Premio Industria & Artigianato di Larciano - eine Etappe Giro d’Italia 2015 - Gran Premio Miguel Induráin - Mannschaftszeitfahren Österreich-Rundfahrt 2016 - Spanische Meisterschaft – Straßenrennen |

## Grand-Tour-Platzierungen
| Grand Tour            | 2000 | 2001 | 2002 | 2003 | 2004 | 2005 | 2006 | 2007 | 2008 | 2009 | 2010 | 2011 | 2012 | 2013 | 2014 | 2015 | 2016 | 2017 |
| --------------------- | ---- | ---- | ---- | ---- | ---- | ---- | ---- | ---- | ---- | ---- | ---- | ---- | ---- | ---- | ---- | ---- | ---- | ---- |
| Giro d’ItaliaGiro     | 72   | –    | 50   | –    | –    | –    | –    | –    | –    | –    | –    | 71   | 69   | DNF  | DNF  | –    | –    | DNF  |
| Tour de FranceTour    | –    | –    | –    | DNF  | DNF  | 64   | –    | –    | –    | –    | –    | –    | –    | –    | –    | –    | 129  | –    |
| Vuelta a EspañaVuelta | –    | 52   | –    | 67   | –    | 47   | –    | –    | –    | –    | –    | –    | 95   | 80   | –    | 103  | –    | –    |